# Kordaï

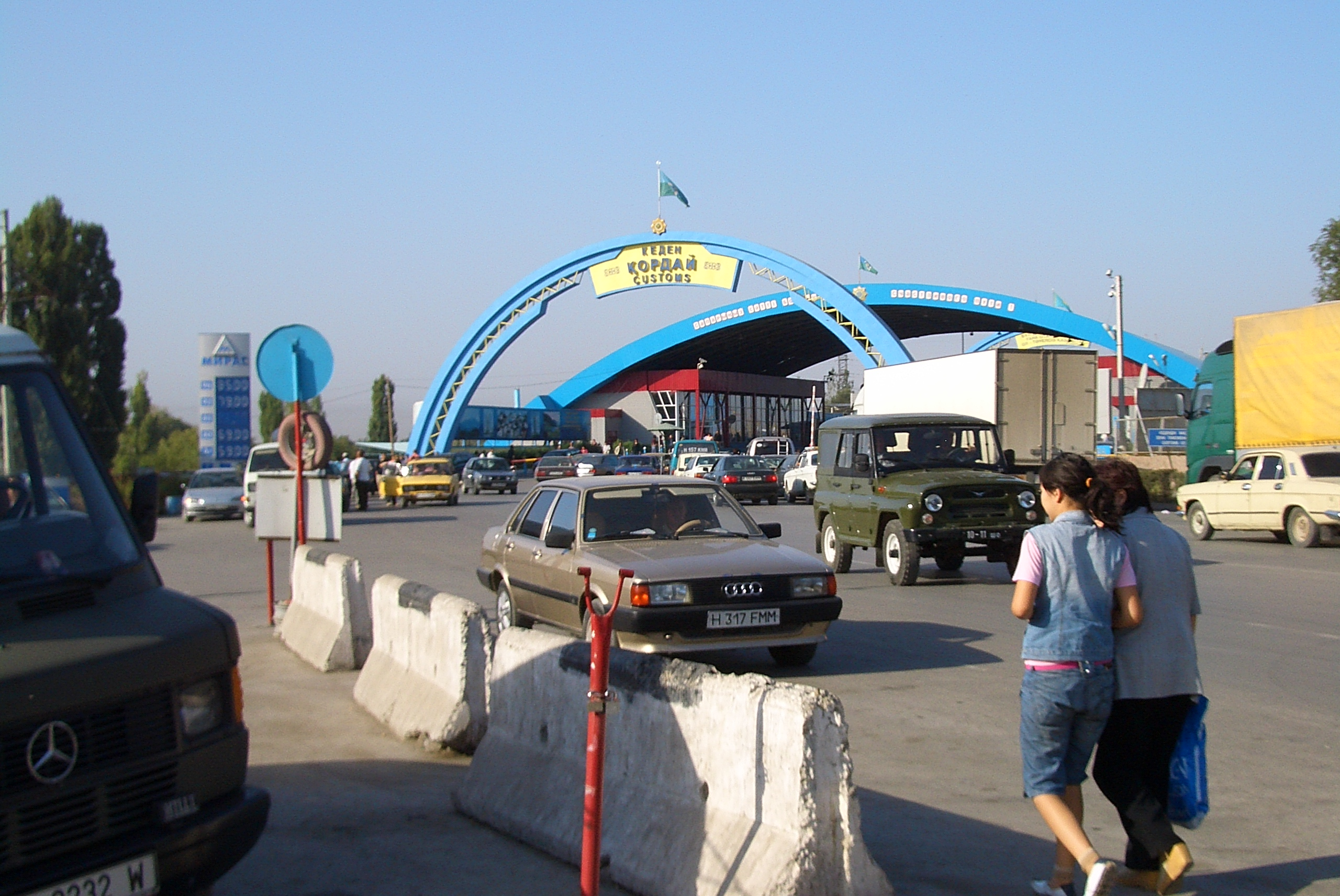
Entrée au Kazakhstan à Kordaï

Kordaï ou Kordoï (kazakh : Қордай) est une commune urbaine dans l'Oblys de Djamboul au Kazakhstan, 

## Présentation
Kordaï est le chef-lieu du district de Kordaï.  
Son ancien nom Russe est Georgievka.
La   E40, ou M-39 menant de Bichkek à Almaty traverse le fleuve Tchou à Kordaï.
Kordaï est le principal point de passage de la frontière entre le Kazakhstan et le Kirghizistan.